# Ліжер-Нолл (Нью-Джерсі)
Ліжер-Нолл (англ. Leisure Knoll) — переписна місцевість (CDP) в США, в окрузі Оушен штату Нью-Джерсі. Населення — 2562 особи (2020).

## Географія
Ліжер-Нолл розташований за координатами 40°1′5″ пн. ш. 74°17′23″ зх. д. / 40.01806° пн. ш. 74.28972° зх. д. (40.018055, -74.289630).  За даними Бюро перепису населення США в 2010 році переписна місцевість мала площу 2,32 км², з яких 2,30 км² — суходіл та 0,02 км² — водойми.

## Демографія
Згідно з переписом 2010 року, у переписній місцевості мешкало 2490 осіб у 1499 домогосподарствах у складі 737 родин. Густота населення становила 1075 осіб/км².  Було 1627 помешкань (702/км²).
Расовий склад населення:
| - 97,6 % — білих - 1,4 % — чорних або афроамериканців - 0,4 % — азіатів |

До двох чи більше рас належало 0,4 %. Частка іспаномовних становила 1,9 % від усіх жителів.
За віковим діапазоном населення розподілялося таким чином: 0,2 % — особи молодші 18 років, 20,3 % — особи у віці 18—64 років, 79,5 % — особи у віці 65 років та старші. Медіана віку мешканця становила 75,0 року. На 100 осіб жіночої статі у переписній місцевості припадало 65,1 чоловіків;  на 100 жінок у віці від 18 років та старших — 65,1 чоловіків також старших 18 років.
Середній дохід на одне домашнє господарство  становив 51 919 доларів США (медіана — 39 946), а середній дохід на одну сім'ю — 76 501 долар (медіана — 68 295). Медіана доходів становила 69 938 доларів для чоловіків та 34 115 доларів для жінок. 
Цивільне працевлаштоване населення становило 525 осіб. Основні галузі зайнятості: освіта, охорона здоров'я та соціальна допомога — 28,6 %, роздрібна торгівля — 25,7 %, науковці, спеціалісти, менеджери — 11,0 %, фінанси, страхування та нерухомість — 10,3 %.